# Dămăroaia
Dămăroaia este un cartier situat în sectorul 1 în partea de Nord a Bucureștiului. Acesta este situat la capătul liniei autobuzului 331 și al tramvaiului 53. Este învecinat cu zona cartierului Pajura în zona de Sud.

## Istorie
Numele cartierului provine de la boieroaica Maria Damaris, care a avut o moșie pe teritoriul actualului cartier.